# دانيال لويس وليامز
دانيال لويس وليامز (بالإنجليزية: Daniel Lewis Williams)‏ هو مغني أوبرا ومغني أمريكي، ولد في 1950 في الولايات المتحدة.